# Heinrich Irle
Heinrich Irle (* 30. Mai 1856 in „Alten-Botheim“; † 5. Juni 1902 in Büdingen) war Kreisrat des Kreises Büdingen.

## Familie
Seine Eltern waren der Forstinspektor Karl Irle (1818–1896) und dessen Frau Caroline, geborene Vogt (1824–1892).

## Karriere
Heinrich Irle studierte Rechtswissenschaft und erhielt danach zunächst eine Stelle als Gerichtsakzessist in Darmstadt, später dann eine bezahlte Stelle als Regierungsassessor in der Verwaltung des Großherzogtums Hessen. 1886 wurde er Amtmann beim Kreis Alsfeld, 1888 beim Kreis Dieburg und 1894 beim Kreis Oppenheim. 1895 erfolgte die Beförderung zum Regierungsrat. 1898 zum Kreisrat des Kreises Büdingen ernannt, hatte er diese Stelle nur vier Jahre inne, als er 1902 früh verstarb.